# Coapilla
Coapilla es una localidad del estado mexicano de Chiapas, cabecera del municipio homónimo. Está ubicada en la posición 17°7′50″N 93°9′37″O / 17.13056, -93.16028, a una altitud de 1617 m s. n. m.

## Toponimia
El nombre Coapilla se interpreta como "Corona de Cerros".

## Demografía
Cuenta con 3770 habitantes lo que representa un incremento promedio de 1.7% anual en el período 2010-2020 sobre la base de los 3187 habitantes registrados en el censo anterior. Ocupa una superficie de 1.568 km², lo que determina al año 2020 una densidad de 2404 hab/km².
| Gráfica de evolución demográfica de Coapilla entre 2000 y 2020    |
|                                                                   |
| Fuente: Instituto Nacional de Estadística Geografía e Informática |

La población de Coapilla está mayoritariamente alfabetizada (6.31% de personas analfabetas al año 2020) con un grado de escolarización en torno de los 8 años. El 10.50% de la población se reconoce como indígena.